# Three Rivers Stadium

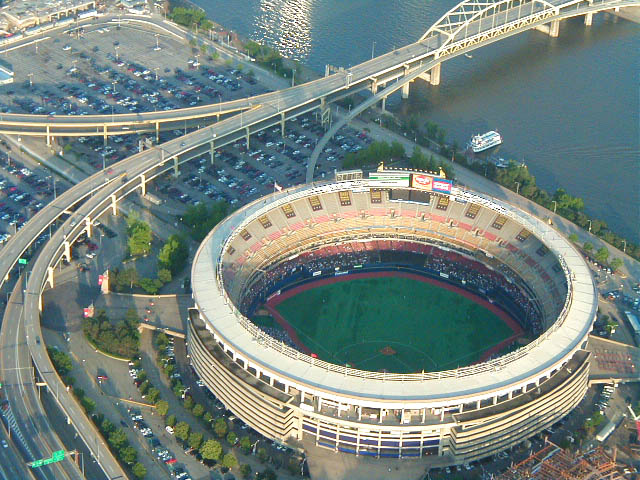

Three Rivers Stadium fue un estadio multiuso ubicado en Pittsburgh, Pennsylvania, de 1970 a 2000. Fue el campo de los Pittsburgh Pirates, de la Major League Baseball (MLB), y de los Pittsburgh Steelers, de la National Football League (NFL).
El nombre del estadio se debe a la unión de los ríos Monongahela y Allegheny, que se originan a partir del Río Ohio. El estadio estaba en el lado norte de la confluencia.
Construido como reemplazo para el Forbes Field, que se abrió en 1909 a un precio de 55 $ millones ($ 354,9 millones en la actualidad) el edificio multiuso fue diseñado para maximizar la eficiencia. La construcción comenzó en abril de 1968 y la misma con bastantes retrasos, duró 29 meses
. El estadio fue inaugurado el 16 de julio de 1970, cuando los Pirates jugaron su primer juego. En la Serie Mundial de 1971, Three Rivers Stadium fue sede del primer juego de la Serie Mundial jugado en la noche. Al año siguiente, el estadio fue el escenario de la Inmaculada Recepción. El último partido en el estadio fue ganado por los Steelers el 16 de diciembre de 2000. Three Rivers Stadium también fue sede de los Pittsburgh Maulers de la United States Football League y los Pittsburgh Panthers equipo de fútbol para una sola temporada de cada uno.
Después de su cierre, el Three Rivers Stadium fue demolido en 2001, y los Pirates y Steelers fueron llevados a estadios de recientemente construidos: PNC Park y Heinz Field, respectivamente.